# 부산진여자고등학교
부산진여자고등학교(釜山鎭女子高等學校)는 대한민국 부산광역시 부산진구 양정동에 있는 사립 고등학교이다.

## 학교 연혁
- 1955년 2월 28일 : 재단법인 성신학원 설립 인가
- 1964년 2월 27일 : 학교법인 성신학원으로 조직 변경
- 1972년 11월 28일 : 초대 박해권 교장 취임
- 1972년 12월 29일 : 연희여자종합고등학교 설립 인가(12학급)
- 1973년 3월 5일 : 개교 (4학급 240명)
- 1973년 10월 27일 : 연희여자상업고등학교로 학칙 변경(74. 3. 1. 실시)
- 1973년 10월 27일 : 초대 신길수 이사장 취임
- 1976년 1월 9일 : 제1회 졸업식 거행 (졸업생 228명)
- 1976년 10월 29일 : 부산진여자고등학교로 학칙 변경 (77. 3. 실시)
- 1977년 11월 23일 : 체육관 및 학생회관 준공
- 1979년 1월 10일 : 부산진여고 교지 '산정' 창간호 발간
- 1983년 12월 7일 : 수영부 창단
- 1989년 2월 17일 : 제2대 신길부 이사장 취임
- 1990년 10월 27일 : 신길수 전 이사장 동상 제막
- 1998년 12월 30일 : 학교법인 무산학원으로 조직 변경
- 2002년 2월 25일 : 과학관 4층 증축
- 2006년 3월 2일 : 급식장 신선관 준공 (2,426m2)
- 2009년 2월 28일 : 도서관 현대화 사업 완료
- 2018년 3월 6일 : 스키부 창단(선수 3명)
- 2020년 7월 23일 : 2019년 고교학점제 도입환경(교과교실제) 구축 완료 보고회
- 2022년 3월 2일 : 제12대 전건호 교장 취임
- 2024년 2월 8일 : 제49회 졸업식(졸업생 155명) 총 24,320명 졸업
- 2024년 3월 4일 : 제52회 입학식(신입생 187명)

## 참고 자료
- 부산진여자고등학교 - 한국교육학술정보원 학교알리미